# 十八番で勝負!!新春!オールスター対抗歌合戦
『超豪華!! 歌うま正月SP 十八番で勝負!!新春!オールスター対抗歌合戦』（ちょうごうか!!うたうましょうがつすぺしゃる おはこでしょうぶ!!しんしゅん!おーるすたーたいこううたがっせん）は、フジテレビ系列にて2016年1月1日（元日）18:00 - 21:00（JST）に放送されたカラオケ番組である。

## 概要
各界の歌好き著名人が東西に分かれて歌合戦を繰り広げて優勝を競う番組。それまでフジテレビ元日のゴールデンタイム番組は、2010年に恒例特番『新春かくし芸大会』が終了後、『ペケ×ポン』（2011年・2012年）、『ほこ×たて』（2013年）、『ホンマでっか!?TV』（2014年）といった通常番組拡大版や、『オールナイトフジ』（2015年）といった復活番組が放送されており、当番組は『かくし芸』終了後では初のオリジナル番組となった。
番組タイトルはかつて放送されていた『オールスター家族対抗歌合戦』を流用しており、『歌がうまい王座決定戦スペシャル』の豪華版にも当たる。また、東軍と西軍による対戦形式やテーマ曲が『一月一日』となっている部分は『新春かくし芸大会』を意識したものとなっている。
こうしたことから、『新春かくし芸大会』に変わる元日恒例の大型特番として期待されていたが、視聴率は同時間帯で最下位の4.0％と低迷し、結局この回1回限りの放送となった。そして翌2017年は元日恒例『初詣!爆笑ヒットパレード』第50回記念拡大版を放送し、オリジナル番組は2018年・2019年の『ニッポンよ!セカイを倒せ! フジヤマ 〜日本のNo.1vs世界のNo.1〜』で再開したが2回限りで終了し、以降はオリジナル番組は放送しておらず、2020年・2021年は『坂上どうぶつ王国』、2022年は『run for money 逃走中』の拡大版がそれぞれ放送された。

## 司会者

### 東軍司会
- 小倉智昭
- 加藤綾子（フジテレビアナウンサー。放送後の4月いっぱいで退社したため、最後の特番司会となった）

### 西軍司会
- ヒロミ
- 小島瑠璃子

### 総合司会（アシスタント）
- 内田嶺衣奈（フジテレビアナウンサー）

### ナレーター
- 牧原俊幸（フジテレビアナウンサー）
- 大場真人（『ONE PIECE』コーナー）

## 審査員
- 髙嶋政宏
- 武田鉄矢
- 中村玉緒
- 由紀さおり
- 真琴つばさ

## 出演者
※太字はMVP受賞者。

### 出場者

#### 政治家
- 甘利明（自由民主党・経済財政担当大臣（当時））
- 高市早苗（自由民主党・総務大臣）
- 林芳正（自由民主党・元・農林水産大臣）

#### スポーツ選手
- 大島勝（元・旭天鵬）
- 旭日松広太
- 里山浩作
- 豊ノ島大樹
- 白鵬翔（第69代横綱）
- 大林素子
- 増田明美
- 畠山和洋（東京ヤクルトスワローズ内野手。2015年セ・リーグ打点王）

#### 芸能界
- 有村昆・丸岡いずみ夫妻
- 蟹江一平
- 金山一彦・大渕愛子夫妻
- 藤田朋子
- 北村晴男・まりこ親子
- 浦井健治
- 我善導
- すたーふらわー（小林星蘭・谷花音）
- 草野仁
- 宮川俊二
- IMARU
- すみれ
- 羽田圭介
- 遼河はるひ
- 愛加あゆ
- 本村健太郎
- 清水良太郎

##### 特別枠
- 天童よしみ
- 小林幸子

### 応援参加
- ふなっしー

※金山一彦・大渕愛子夫妻の応援で出演（大渕がふなっしーの大ファンであることから）。
- 山田哲人（東京ヤクルトスワローズ内野手。2015年セ・リーグ本塁打王、盗塁王、MVP、トリプルスリー達成者）

※チームメイトである畠山和洋の応援で出演。
- 有村架純
- 高良健吾
- 高畑充希
- 西島隆弘（AAA）

※4名とも浦井健治、我善導の応援で出演。同年1月18日放送開始の月9ドラマ「いつかこの恋を思い出してきっと泣いてしまう」の出演者。
- まる子一家とクラスメイト（『ちびまる子ちゃん』より）
  - さくらももこ（まる子）（声 - TARAKO）
  - さくらすみれ（声 - 一龍斎貞友）
  - さくら友蔵（声 - 島田敏）
  - 丸尾末男（声 - 飛田展男）
  - 穂波たまえ（声 - 渡辺菜生子）
  - 野口笑子（声 - 田野めぐみ）
- 麦わら海賊団一味（『ONE PIECE』より）
  - モンキー・D・ルフィ（声 - 田中真弓）
  - ナミ（声 - 岡村明美）
  - ロロノア・ゾロ（声 - 中井和哉）
  - ウソップ（声 - 山口勝平）
  - サンジ（声 - 平田広明）
  - トニートニー・チョッパー（声 - 大谷育江）
  - ニコ・ロビン（声 - 山口由里子）
  - フランキー（声 - 矢尾一樹）
  - ブルック（声 - チョー）

※まる子たちと麦わら一味は、2011年12月31日放送の『大晦日はマル・マル・モリ・モリ! 爆笑そっくりものまね紅白歌合戦 祭りだ祭りだスペシャル』以来4年1日振りの共演となる。なお番組では、まる子は公開中のアニメ映画『ちびまる子ちゃん イタリアから来た少年』、ルフィは開催中の「東京ワンピースタワー」（東京タワーで開催）の宣伝も行った。

### その他
- エキシビジョン出演 - 海上自衛隊東京音楽隊

## テーマ曲
- 『一月一日』
  - 海上自衛隊東京音楽隊の演奏で、オープニングでは同音楽隊のヴォーカリスト三宅由佳莉3等海曹が歌唱した後、2番は全出演者が歌唱、エンディングではバンド演奏で、全出演者が歌唱した。

## 放送時間
- 金曜18:00 - 21:00（JST）